# Camille Perl
Camille Perl (Mamer, 13 ottobre 1938 – Città del Vaticano, 21 luglio 2018) è stato un presbitero lussemburghese.

## Biografia
Monsignor Camille Perl nacque a Mamer il 13 ottobre 1938.
Entrò in giovane età nell'Ordine di San Benedetto e studiò scienze liturgiche. Camille Perl rimase per tutta la vita un liturgista di carattere benedettino. Fu questa impronta a dargli una sensibilità speciale per la tradizione e la forma tradizionale del rito romano.
Il 5 luglio 1964 fu ordinato presbitero per l'arcidiocesi di Lussemburgo. In seguito operò nel ministero parrocchiale. Di sensibilità tradizionalista, venne invitato dal cardinale benedettino Paul Augustin Mayer a lavorare nella Congregazione per il culto divino e la disciplina dei sacramenti.
Nel 1988 papa Giovanni Paolo II lo nominò segretario della Pontificia commissione "Ecclesia Dei". Con un lavoro all'apparenza di secondo piano provò a sostenere la causa della tradizione. In primo luogo cercò di aiutare i gruppi di credenti e le comunità di tradizionaliste a ritornare alla piena comunione con Roma. Ebbe sempre in mente la riconciliazione con la Fraternità sacerdotale San Pio X. Nel 1990 molti davano per probabile la sua nomina ad arcivescovo di Lussemburgo. Questa nomina tuttavia non arrivò, probabilmente a causa della contrarietà dell'arcivescovo uscente, monsignor Jean Hengen. Monsignor Perl rimase quindi nella commissione dove affiancò i successivi due presidenti, i cardinali Antonio Innocenti (1991-1995) e Angelo Felici (1995-2000). Per la tradizione, questo fu un decennio piuttosto sprecato perché i due italiani mancavano di una reale comprensione del disagio provato dai circoli tradizionali. La situazione migliorò durante la presidenza del cardinale Darío Castrillón Hoyos (2000-2009) che si preoccupava di più del rispetto delle disposizioni legali formali. Monsignor Perl entrò in una nuova era di possibilità creative.
(Il 7 luglio 2007 papa Benedetto XVI pubblicò il motu proprio Summorum Pontificum che indicazioni giuridiche e liturgiche per la celebrazione della cosiddetta messa tridentina, più precisamente la messa celebrata secondo "il Messale Romano promulgato da S. Pio V e nuovamente edito dal B. Giovanni XXIII" oppure secondo "il Messale Romano edito dal beato Papa Giovanni XXIII nel 1962" oppure secondo "l'ultima stesura del Missale Romanum, anteriore al Concilio, che è stata pubblicata con l'autorità di Papa Giovanni XXIII nel 1962 e utilizzata durante il Concilio". Le disposizioni del Summorum Pontificum entrarono in vigore il 14 settembre 2007, festa dell'esaltazione della Santa Croce, e sostituirono le precedenti norme contenute nella lettera della Congregazione per il culto divino Quattuor abhinc annos del 1984 e nel motu proprio papale Ecclesia Dei adflicta del 1988. A loro volta le disposizioni del 2007 sono state superate da quelle del motu proprio Traditionis custodes del 16 luglio 2021).
Il 13 marzo 2008 papa Benedetto XVI lo nominò vicepresidente della Pontificia commissione "Ecclesia Dei", un ufficio fino a quel momento inesistente e che lo mise al primo posto nella successione alla presidenza, cosa che poi tuttavia non avvenne.
L'8 luglio 2009 papa Benedetto XVI accettò la sua rinuncia all'incarico per raggiunti limiti di età. La fine del suo mandato fu segnata dalle polemiche mediatiche che circondarono la revoca della scomunica dei vescovi consacrati nel 1988 da monsignor Marcel Lefebvre. Era infatti emerso che uno di essi, Richard Williamson, aveva rilasciato in un'intervista non nota alla Santa Sede diverse affermazioni negazioniste dell'Olocausto. Le polemiche offuscarono quello che è considerato un grande passo per la riconciliazione tra la Santa Sede e la Fraternità sacerdotale San Pio X.
Monsignor Perl fu anche canonico e censore della basilica di San Pietro in Vaticano.
Morì nel suo appartamento nella Città del Vaticano la notte del 21 luglio 2018 all'età di 79 anni. Le esequie si tennero il 23 luglio alle ore 11 all'altare della Cattedra della basilica di San Pietro in Vaticano.